# 56361 Marcomontagni
56361 Marcomontagni este o planetă minoră (asteroid), cu un diametru de 2,74 km, din centura de asteroizi. A fost descoperită pe 4 februarie 2000 la osservatorio astronomico della Montagna Pistoiese⁠(d) de Andrea Boattini⁠(d). 
Obiectul prezintă o orbită caracterizată de o semiaxă mare de 2,2397972447105 UAi, o excentricitate de 0,18222945655226, o înclinație de 2,9658033971906 ° în raport cu ecliptica.